# Kalle Anka i öknen
Kalle Anka i öknen (engelska: Crazy With the Heat) är en amerikansk animerad kortfilm med Kalle Anka och Långben från 1947.

## Handling
Kalle Anka och Långben kör bil genom Saharaöknen och får bensinstopp, vilket betyder att de får fortsätta resan till fots. Det dröjer inte länge förrän dricksvattnet tar slut, och snart ser de båda hägringar som läskfontäner.

## Om filmen
Filmen hade svensk premiär den 15 november 1948 på biografen Spegeln i Stockholm.

## Rollista
- Clarence Nash – Kalle Anka
- Pinto Colvig – Långben
- Paul Frees – ägare till läskfontän[6]